# Гамма Южной Короны
Гамма Южной Короны (y CrA) — спектрально-двойная звезда в созвездии Южной Короны. Видимая звёздная величина +4.26 (видна невооружённым глазом).
Гамма CrA A — жёлто-белый карлик класса F8V с эффективной температурой 5500 K. Видимая звёздная величина у звезды +4.9, абсолютная +2.97, и масса 1.2 солнечных.
Гамма CrA B — жёлто-белый карлик класса F8V с эффективной температурой 5500 K. Видимая звёздная величина у звезды +5, абсолютная +2.97, и масса 1.2 солнечных.
Угловое расстояние между компонентами A и B — 4.5 угловых секунд.